# Chiesa di Santa Maria dei Ghirli
La chiesa di Santa Maria dei Ghirli, meta di pellegrinaggio, è un edificio religioso che si trova a Campione d'Italia, su un terrazzo direttamente raggiungibile dal lago mediante una monumentale scalinata doppia di quattro rampe. La chiesa contiene importanti cicli di affreschi databili dal Trecento fino al Seicento, alcuni dei quali attribuiti a Isidoro Bianchi.

## Storia
Documentata già dall'874 quale chiesa dedicata alla Madonna, di proprietà del Monastero benedettino di S. Ambrogio di Milano, come tutto il resto del paese, frutto di una donazione del VIII secolo, fu ricostruita durante i secoli XIII e XIV, sulla base di una struttura databile al VII secolo. Lavori di trasformazione furono condotti tra gli anni 1623-1625 e il 1634, forse diretti dall'artista locale Isidoro Bianchi, durante i quali s'innalzò il tiburio e s'impostò la volta a botte della navata. 
L'appellativo "dei Ghirli" rimanda metaforicamente ai tanti maestri campionesi emigrati per lunghi periodi lontano da casa, come fanno le rondini (in dialetto locale chiamate, appunto, Ghirli).

## Descrizione
Il pronao tardobarocco prospiciente il lago, concepito quale arco di trionfo dall'asse fortemente accentuato e aggiunto intorno agli anni 1720-1740, è delimitato ai lati da due colonne con l'architrave mistilineo; sulla cimasa: la Colomba dello Spirito Santo con putti e vasi; sulla volta: stucchi policromi. 

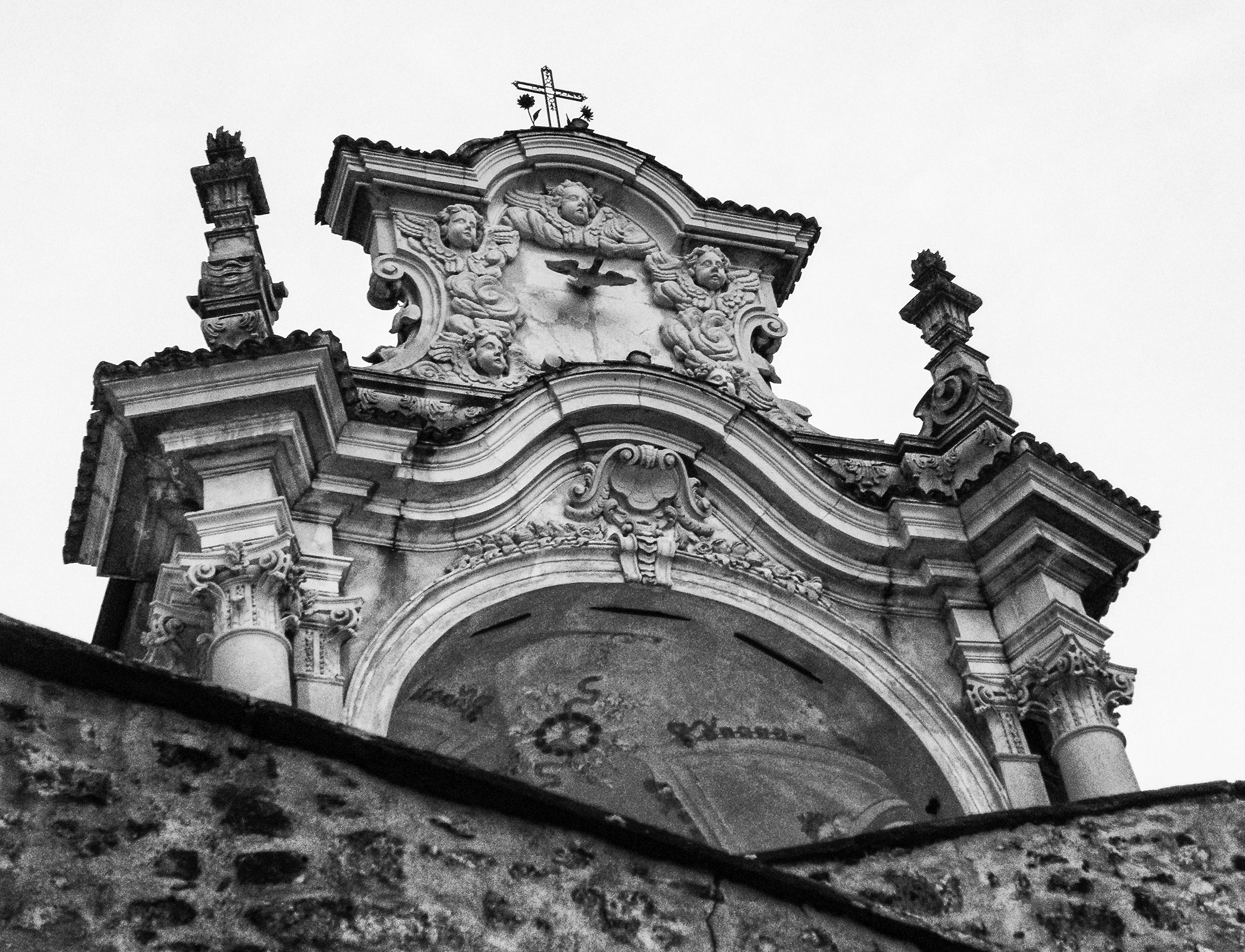
Particolari della cimasa

I semplici portici laterali sono coperti da tetti a spiovente unico. Il portico a nord poggia contro il basso campanile gotico sopraelevato nel XVII secolo, con tetto conico. 
Sopra il presbiterio barocco a pianta quadrata s'innalza una cupola con tiburio ottagonale scandito da finestre cieche a sesto ribassato (solo quella a sud è aperta) e oculi, sormontata da una lanterna. Il coro rettangolare allineato termina in una nicchia per altare; la sagrestia si trova posteriormente. Restauri furono condotti negli anni 1962-1970.

### Affreschi esterni
Gli affreschi esterni, scoperti negli ultimi anni dell'Ottocento, furono restaurati con criteri specialistici solo a partire dal 1962. 

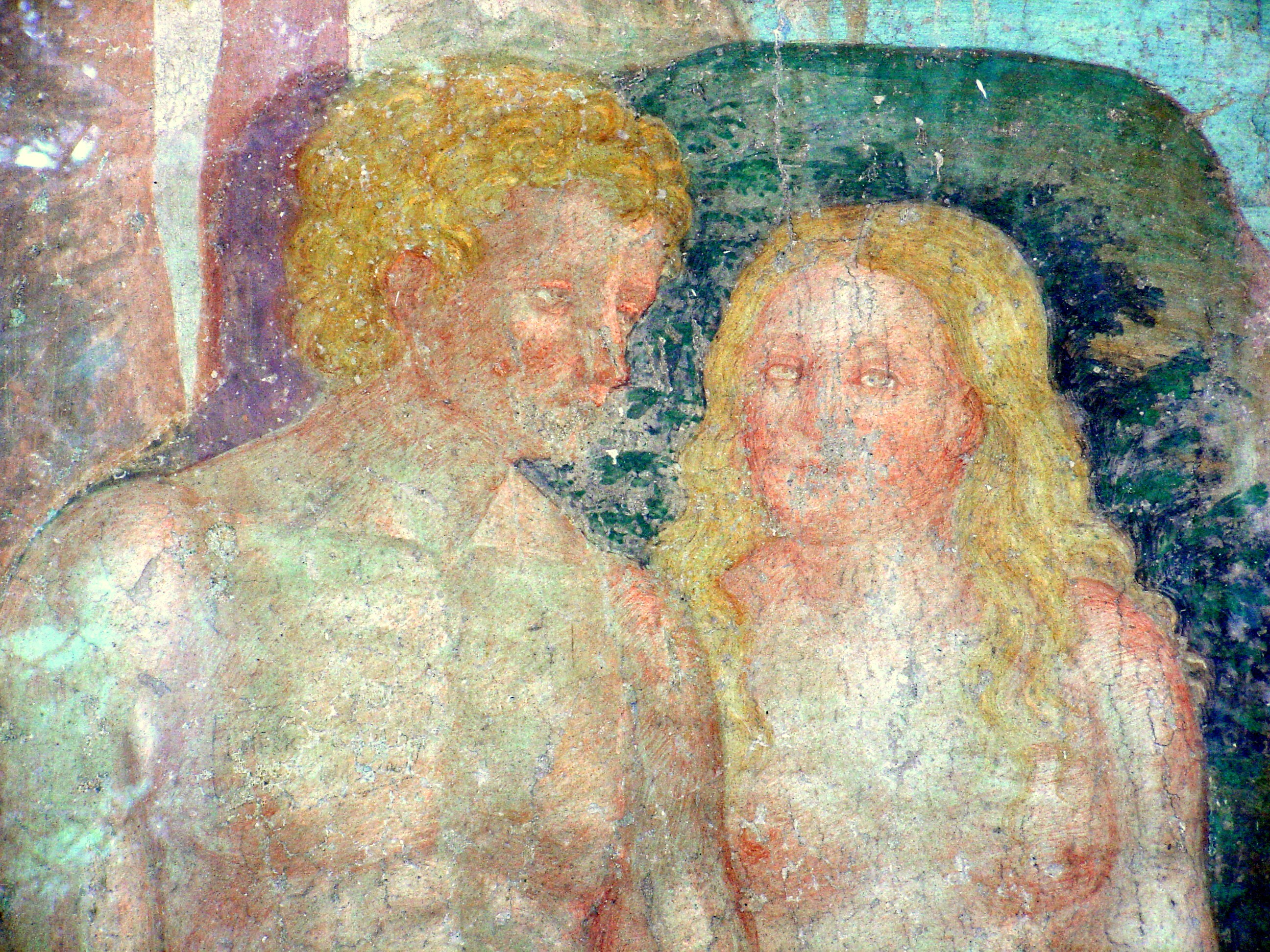
Adamo ed Eva: dettaglio dell'affresco a vicino al Giudizio universale dei De Veris

Sulla parete esterna a sud si conserva un mirabile Giudizio universale: Cristo giudice siede su un trono d'impianto architettonico gotico, contornato da angeli riccamente abbigliati, recanti gli strumenti della Passione; ai lati: gruppi di dannati e di beati dipinti con particolare realismo; nella zona inferiore sta la raffigurazione dell'Inferno su sfondo rosso cupo, in cui sono rappresentati vari tormenti inflitti ai peccatori. Il carattere trascendentale dell'affresco viene indicato in alto dal Sole, dalla Luna e dalle figure allegoriche dei Quattro elementi (aria, terra, fuoco, acqua). Un'iscrizione datata 1400 cita gli esecutori dell'opera, gli artisti milanesi Lanfranco De Veris e suo figlio Filippolo (una copia antica della stessa scritta, incisa in marmo, si trova murata nel primo pilastro del portico). 
Vicino alle pitture dei De Veris trova posto un altro ciclo di affreschi, probabilmente realizzati dalla bottega di Bernardino Luini, raffiguranti alcune vicende di Adamo ed Eva in un ambiente evocativo delle sponde del lago di Lugano.
Sopra il portale laterale: affresco dell'Annunciazione, datato 1474; sul secondo pilastro: figura di un Santo monaco con una spada, del 1410 circa; sull'ultimo pilastro: Madonna col Bambino, datata 1480. Le Scene del Paradiso Terrestre tratte dalla Genesi e i Santi patriarchi Abramo e Mosè e gli apostoli Giacomo Maggiore e Giovanni Evangelista, entro una partitura rinascimentale dipinta, opere del 1514, attribuiti a Domenico Pezzi di Drano (Valsolda) detto Sursnicus, tuttavia di recente si è fatto il nome di Bernardino Marchiselli detto Bernazzano; in origine erano sotto il portico nord, poi furono strappate e qui trasferite nel 1893. Sulla parete est: Sant'Ambrogio, del XVII secolo; sotto il portico nord: affresco coi Santi Rocco e Sebastiano del 1500 circa; attorno al portale laterale, ora murato, resti di ornamenti trecenteschi e a sinistra: affresco quasi illeggibile raffigurante la Madonna. A sinistra della facciata: Madonna col Bambino, del 1461.

### Interno

#### Affreschi medievali

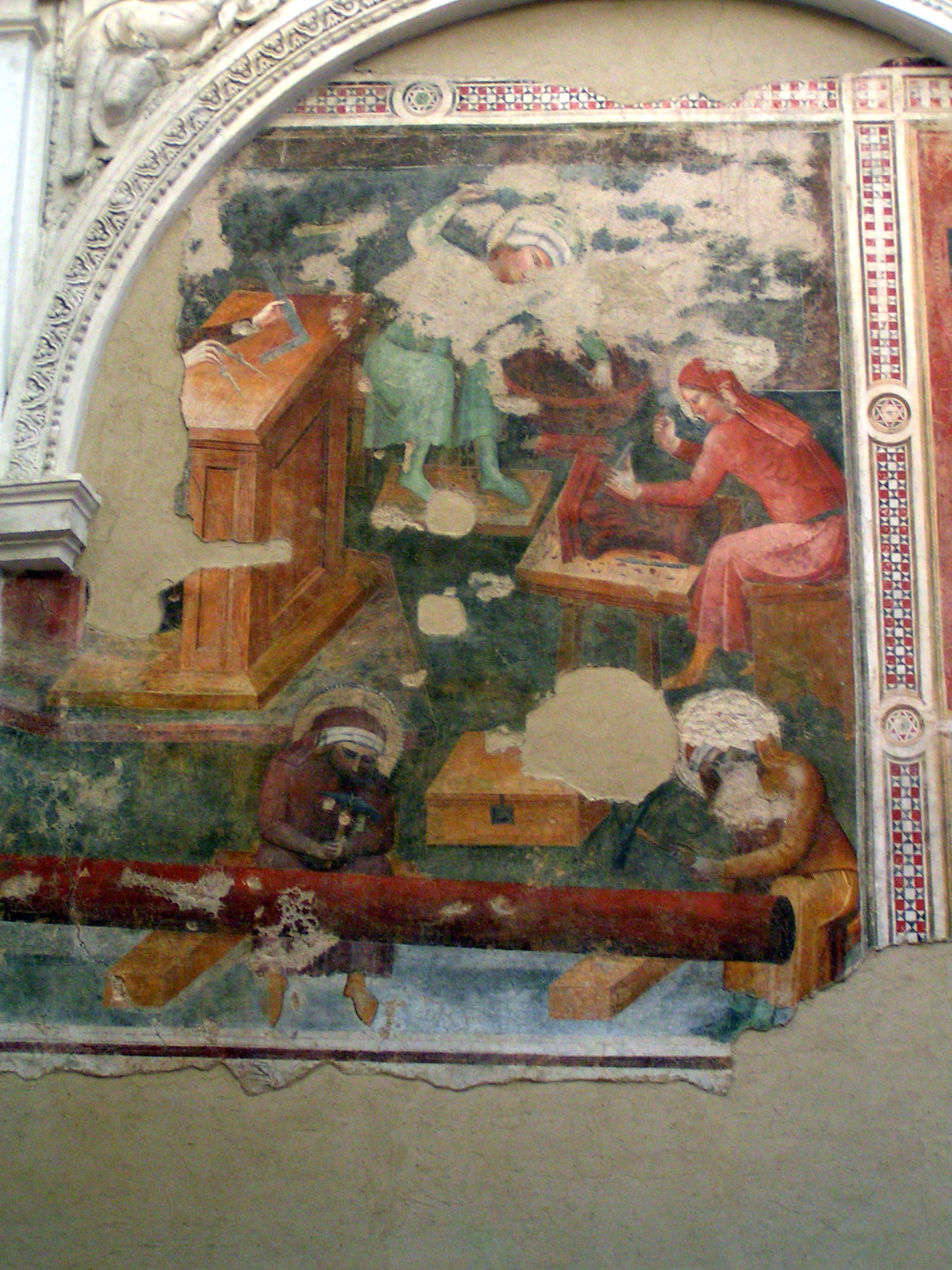
Affreschi della parete nord

All'interno l'aula presenta una navata a due campate ornata da un cornicione perimetrale su cui s'imposta la volta a botte. Le pareti sud e nord sono scandite da un'articolazione seicentesca di lesene con capitelli ionici fra coppie di arconi (quelli della controfacciata sono stati tolti); nei pennacchi e sul cornicione si trovano figure di angeli e putti in stucco e sulla volta vigorose fasce in stucco, attribuiti alla bottega di Bianchi, in particolare ai suoi figli Pompeo e Francesco.
Gli affreschi gotici degli anni 1350-1360, eseguiti da un anonimo maestro giottesco lombardo (cui si deve anche il ciclo nella chiesa parrocchiale di Santa Maria Assunta a Brione Verzasca) che palesa affinità riferibili anche a Giovanni da Milano, rivestono la parete sud della navata e della controfacciata con venti episodi della vita di San Giovanni Battista: Annuncio dell'angelo a Zaccaria, Visitazione, Nascita, Imposizione del nome, Eremita nel deserto, Predicazione, Battesimo nel Giordano, Rimprovero ad Erode, Incarcerazione, Visita dei discepoli, Cristo li riceve, Salomè chiede la testa, Decapitazione, Salomè offre la testa ad Erodiade, Testa sepolta in carcere; Deposizione del martire, Incontro al Limbo coi genitori, l'imperatore romano Giuliano fa riesumare il corpo del Battista, Cremazione, Ritrovamento della testa e sua Adorazione; sullo zoccolo: riquadri con la raffigurazione dei Mesi. 
Sulla parete nord, assai interessanti dal punto di vista iconografico, stanno altri affreschi, nella prima campata: i Quattro Santi Coronati (protettori dei lapicidi) in una scena che riproduce l'ambiente di lavoro in una bottega medievale, (allusione ai Maestri campionesi), e accanto Cristo sacerdote e pontefice vestito di una tunica e con una mitra sul capo (richiamo al Volto Santo nella cattedrale di Lucca), eseguiti dalla cerchia del Maestro delle Storie del Battista, degli ultimi decenni del Trecento; nella seconda campata: strati di affreschi frammentari di varie epoche raffiguranti sant'Ambrogio, la Risurrezione di Lazzaro, l'Ultima Cena e un'architettura illusionistica dipinta forse da Isidoro Bianchi nel 1612.

#### Presbiterio
Un'inferriata separa la navata dal presbiterio.   
La zona del presbiterio e del coro fu completamente affrescata in due tappe tra il quarto e quinto decennio del Seicento da Bianchi, che ne fece il suo capolavoro, ornata di stucchi attribuiti ai figli e alla bottega. 
Nelle pareti laterali del presbiterio trovano posto due dipinti di grandi dimensioni, racchiusi entro rispettivi scenari architettonici. Il primo di questi dipinti raffigura una Presentazione al tempio; il secondo rappresenta invece uno Sposalizio della Vergine, dipinto ove la mano della sposa così come attualmente visibile è rimasta nascosta per secoli dietro a un piccolo foglio su cui era riportata una diversa raffigurazione dello stesso arto - il distacco del foglio avvenne solo nell'ultimo quarto del XXI secolo, in modo fortuito. Nei pennacchi della cupola: le sibille Frigia, Egizia, Samia e Tiburtina; nel tamburo: riquadri con l'Assunta, due gruppi di apostoli e sibille Delfica, Romana, Ellespontica e Persica; nella cupola: Dio Padre attorniato da angeli; sull'arco trionfale: Annunciazione e, inferiormente, i Santi Isidoro e Maurizio. 
Il coro ha una volta a crociera ornata di erme angeliche e putti in stucco; nelle vele: gruppi di putti; nel sottarco: busti di profeti; nella lunetta sopra l'altare maggiore: Adorazione dei Magi, forse di Isidoro Bianchi (1634). 
L'altare maggiore con colonne di colore nero, forse progettato dalla bottega dei Bianchi, reca un paliotto marmoreo con dipinta la Nascita della Vergine, del XVIII secolo; nella mostra d'altare: trittico in pietra con al centro, statua tardogotica della Vergine, ridipinta nel XVIII secolo, e nelle nicchie laterali, le statue barocche dei santi Maria Maddalena e Rocco; nella lunetta soprastante: Crocefissione e due gruppi di oranti, maschili e femminili. La statua mariana è in pietra di Caprino (piccola località svizzera che dà il nome al monte che sovrasta Campione d'Italia). Alle pareti laterali: oli su tela con l'Arca di Noè e Maria che si reca al tempio, copia del quadro del Tintoretto nella chiesa di Santa Maria della Scala a Venezia.
La parete di fondo dell'area presbiteriale è ornata da stucchi policromi e da una coppia di angeli che sovrasta un'ampia nicchia.